# Hét Visblad
Hét Visblad is het grootste hengelsportblad van Nederland met een maandelijkse oplage van circa 100.000 exemplaren, uitgegeven door belangenorganisatie Sportvisserij Nederland. Tweemaal per jaar, in mei en november, verschijnen er zeven regio-edities waarin specifiek regionieuws over de hengelsport wordt gebracht. Deze edities hebben een totale oplage van circa 560.000 exemplaren. Regelmatig staan er interviews met bekende vissende Nederlanders in het blad, cabaretier Sjaak Bral heeft een vaste column. De redactie wordt gevoerd door Joran Bal en Robert de Wilt.  Hét Visblad heeft in april 2015 een rigoureuze restyling ondergaan. Nederland telt in totaal ruim 2 miljoen sportvissers die jaarlijks ruim 700 miljoen euro aan hun hobby spenderen.